# براون هولمز
براون هولمز (انگلیسی: Brown Holmes؛ ‏ ۱۲ دسامبر ۱۹۰۷ – ۱۲ فوریهٔ ۱۹۷۴) فیلم‌نامه‌نویس اهل ایالات متحده آمریکا بود.

## گزیدهٔ فیلم‌شناسی
- ماه بر فراز میامی (۱۹۴۱)
- قلعه (۱۹۴۰)
- ماجرای پرشور هالیوود (۱۹۳۹)
- پُر مشغله (۱۹۳۶)
- ۲۰۰۰۰ سال در سینگ سینگ (۱۹۳۲)
- فراری از گروه مجرمان (۱۹۳۲)